# باشگاه فوتبال الجرجیسی
باشگاه فوتبال الجرجیسی (عربی: الترجي الرياضي الجرجيسي) یک باشگاه فوتبال در شهر جرجیس، تونس است.
این باشگاه که در سال ۱۹۳۴ تاسیس شده سابقه یک قهرمانی در جام حذفی فوتبال تونس را در کارنامه دارد.